# 克里斯·沃克斯

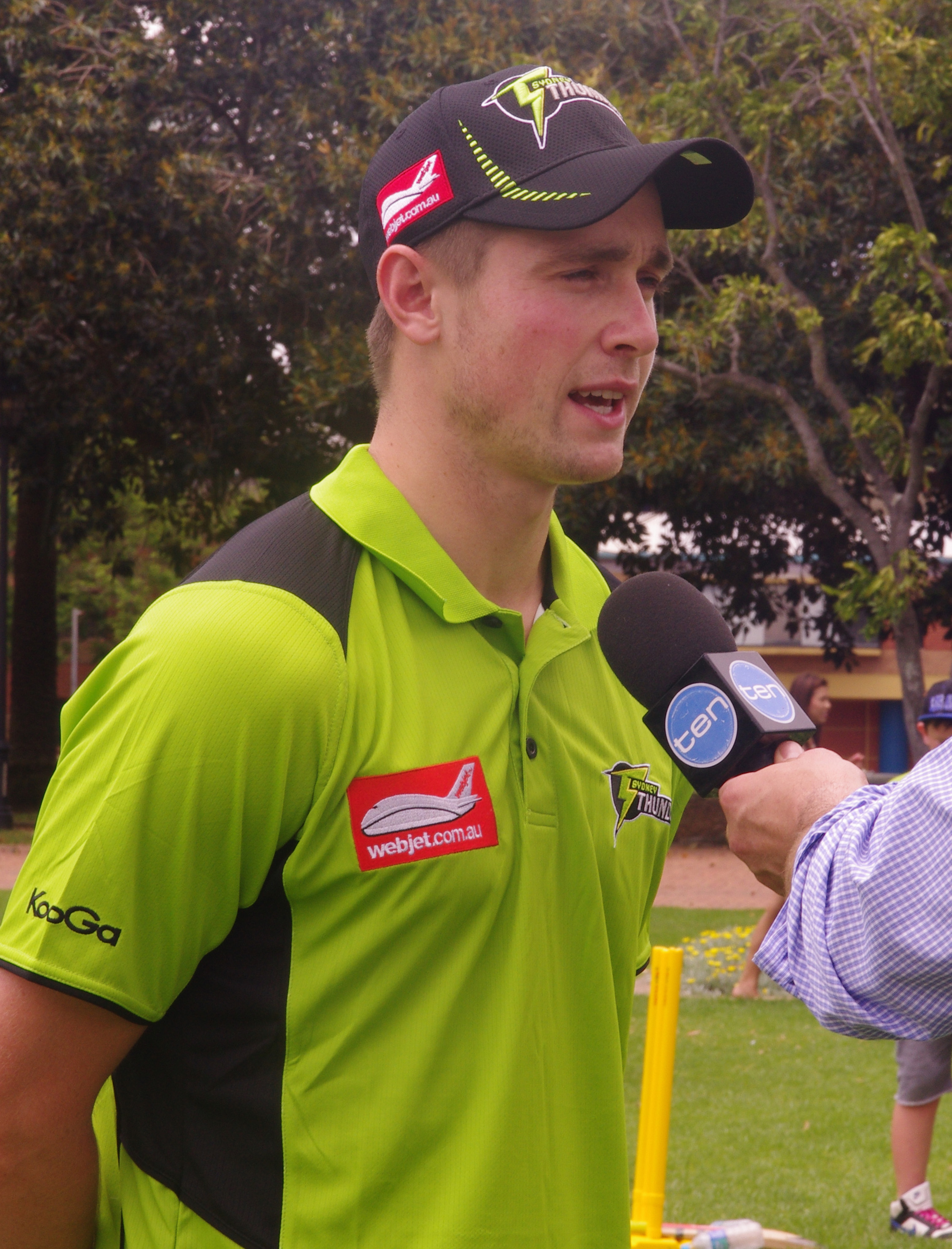
克里斯·沃克斯

克里斯·沃克斯（英語：Chris Woakes；1989年3月2日—）是一位英格蘭板球運動員。他是一位右手球員，現在效力於瓦維克郡板球俱樂部。他也代表英格蘭板球代表隊參賽。他出生在伯明翰。